# Felicitas Merker
Felicitas Merker (* 6. März 1992) ist eine deutsche Leichtathletin im Behindertensport.
Felicitas Merker ist von Geburt an gehörlos. Sie ist in der Leichtathletik aktiv und studiert Sportwissenschaft an der Ruhr-Universität Bochum. Bei den Sommer-Deaflympics 2017 in Samsun holte sie die Bronzemedaille im Siebenkampf. Auch 2013 nahm sie an den Deaflympics teil. Sie ist Träger des Silbernen Lorbeerblatts, das ihr 2017 verliehen wurde.